# 阿斯托公園 (佛羅里達州)
阿斯托公園（英語：Astor Park）是位於美國佛羅里達州萊克縣的一個非建制地區。該地的面積和人口皆未知。

## 地理
阿斯托公園的座標為29°09′12″N 81°34′19″W / 29.15333°N 81.57194°W，而該地的平均海拔高度為12米（即40英尺）。